# イギリスの音楽
イギリスの音楽（イギリスのおんがく）では、イギリス、イギリス人の音楽について述べる。
イギリスはヨーロッパの一部にあり、ヨーロッパ大陸からいくらか離れたグレートブリテン諸島にある国である。従って、ヨーロッパの音楽文化圏の一部であって、ヨーロッパ大陸の音楽、すなわちイタリアやドイツ、フランスの音楽と、リズム、音組織（音階や和音）などに基本的な違いはない。常に大陸と密接な関わりを持ちながら、発達してきたと言っていい。しかしながら、民族に独特の音楽も持っている。スコットランドのバグパイプの音楽などは、その代表例である。マザーグースなどの童謡、クリスマスキャロル、スコットランドやアイルランドの民謡などは、日本でもよく知られたものが多い。

## 中世イギリスの音楽
11世紀以降、セイラム（ソールズベリーの古名）でソールズベリー聖歌が発達し、この聖歌はイギリス国教会の成立まで盛んであった。また、13世紀末の「夏は来りぬ Sumer is icumen in」は、現存する世界最古のカノンである。13世紀前後のフランスのカロルという舞曲がイギリスに伝えられ、14〜15世紀になると多くのキャロルが作られた。キャロルは、500編の歌詞と100曲あまりの旋律が残されている。
14世紀から15世紀には、イギリス独自の3度や6度和音を利用した多声音楽の方法が開発された。イギリスは島国であり、百年戦争で大陸との接触が無くなると、大陸で廃れた技法、例えばノートルダム楽派のイソリズムが使用され続けられ、独自に発展した。百年戦争末期になるとイングランド王国が北フランスを占領し、大陸とイギリスの音楽家の交流が始まった。この時代の重要な作曲家が、リオネル・パワー（1375年頃 - 1445年）とジョン・ダンスタブル（1380年頃 - 1453年）である。特にダンスタブルは、大陸にイギリスの和音の技法を伝えブルゴーニュ楽派を成立させるとともに、イギリスにフランスの新しい技法（フォーブルドン）を伝えた。
- ソールズベリー聖歌
- キャロル
- ジョン・ダンスタブル
- リオネル・パワー

## ルネサンス音楽
テューダー朝のヘンリー8世（1491年 - 1547年）が、1509年に王位についた頃から、イギリスにおける音楽活動は再び盛んになった。このころの宗教音楽の資料として、イートン聖歌隊本（Eton Choirbook イートン・クヮイアブック）が存在する。ヘンリー8世は、音楽にも造詣が深く、ヘンリー8世作曲とされる作品（合唱曲『Pastime with Good Company』など）が伝えられている。ヘンリー8世は、キャサリン王妃との離婚および、アン・ブーリンとの再婚を巡る問題から教皇クレメンス7世と対立。1534年には国王至上法を発布し、自らをイギリス国教会の長として、ローマ・カトリック教会から離脱した。
このような時代背景の中で、ルネサンス音楽期に活躍した著名な作曲家であるトマス・タリスやウィリアム・バードはラテン語（カトリック）と英語（イギリス国教会）による曲を両方作曲している。とりわけ、バードは、カトリック信者として生涯を送り、イギリス国教会との葛藤から生まれたラテン語のミサ曲は、ルネサンス期を代表する作品である。シェイクスピアの劇中にも登場するトマス・モーリーなどの世俗音楽が盛んになるとともに、ジョン・ダウランドは、優れたリュート作品や歌曲を作曲した。
エリザベス朝時代後期には、イタリアのマドリガーレの刺激を受けて、イングリッシュ・マドリガルが数多く作曲された。トムキンズ、ギボンズ、モーリーなどの作曲家が知られている。また、器楽音楽についても、ルネサンス後期のイギリスでの発展は顕著であった。
- ヘンリー8世
- ウィリアム・コーニッシュ
- ロバート・フェアファクス
- ジョン・タヴァナー
- クリストファー・タイ
- トマス・タリス
- ジョン・シェパード
- ロバート・ホワイト
- ウィリアム・バード
- オーランド・ギボンズ
- トマス・ウィールクス
- トマス・トムキンズ
- ピーター・フィリップス
- トマス・モーリー
- ジャイルズ・ファーナビー
- ジョン・ダウランド

## バロック音楽
ヘンリー・パーセル（1659年 - 1695年）はバロック音楽時代に活躍したイギリスの音楽家である。彼はイタリアやフランスの影響を受けつつ、独自の音楽を生み出したものの、その生涯はわずか36年というものであった。その後、ドイツから移住、帰化したゲオルク・フリードリヒ・ヘンデル（1685年 - 1759年）が活躍した。パーセル死後に生まれたボイス（1711年 - 1779年）、アーン（1710年 - 1778年）、リンリー（1756年 - 1778年）などの作曲家は、古典派直前のイギリスの作曲家である。
- ヘンリー・パーセル
- ゲオルク・フリードリヒ・ヘンデル
- ウィリアム・ボイス
- トマス・アーン
- トーマス・リンリー

## 古典派以降のクラシック音楽
- アーサー・サリヴァン
- エドワード・エルガー
- チャールズ・ヒューバート・パリー
- グスターヴ・ホルスト
- ベンジャミン・ブリテン
- レイフ・ヴォーン・ウィリアムズ
- フレデリック・ディーリアス
- アーサー・ブリス
- アーノルド・バックス
- トマス・ダンヒル
- ジョン・アイアランド
- マルコム・アーノルド
- カイホスルー・シャプルジ・ソラブジ
- ブライアン・ファニホウ
- ジョン・ラター
- コリン・マシューズ

## 指揮者
- トーマス・ビーチャム
- ジョン・バルビローリ
- エイドリアン・ボールト
- マルコム・サージェント
- ユージン・グーセンス
- ノーマン・デル・マー
- ネヴィル・マリナー
- レイモンド・レッパード
- コリン・デイヴィス
- ロジャー・ノリントン
- クリストファー・ホグウッド
- ジョン・エリオット・ガーディナー
- サイモン・ラトル
- マイケル・トムズ

## 演奏家
- タリス・スコラーズ
- ザ・シックスティーン
- ウェストミンスター聖堂合唱団
- キングズシンガーズ
- ナイジェル・ケネディ
- モーラ・リンパニー
- ジャクリーヌ・デュ・プレ
- キャスリーン・フェリア
- エマ・カークビー
- デニス・ブレイン
- ヘイミッシュ・ミルン
- ジェームズ・ゴールウェイ
- トレヴァー・ピノック
- レオン・グーセンス
- フレデリック・サーストン
- エヴリン・ロスウェル（バルビローリ夫人）
- アマデウス弦楽四重奏団

### オーケストラ
- ロンドン交響楽団
- ロンドン・フィルハーモニー管弦楽団
- フィルハーモニア管弦楽団
- ロイヤル・フィルハーモニー管弦楽団
- BBC交響楽団
- バーミンガム市交響楽団
- ハレ管弦楽団
- ボーンマス交響楽団
- ロイヤル・スコティッシュ管弦楽団

## 民俗（民族）音楽
- バラッド
- ジーグ
- エコセーズ

## 録音
- Henry VIII (attrib) Pastime with good company